# Carpo

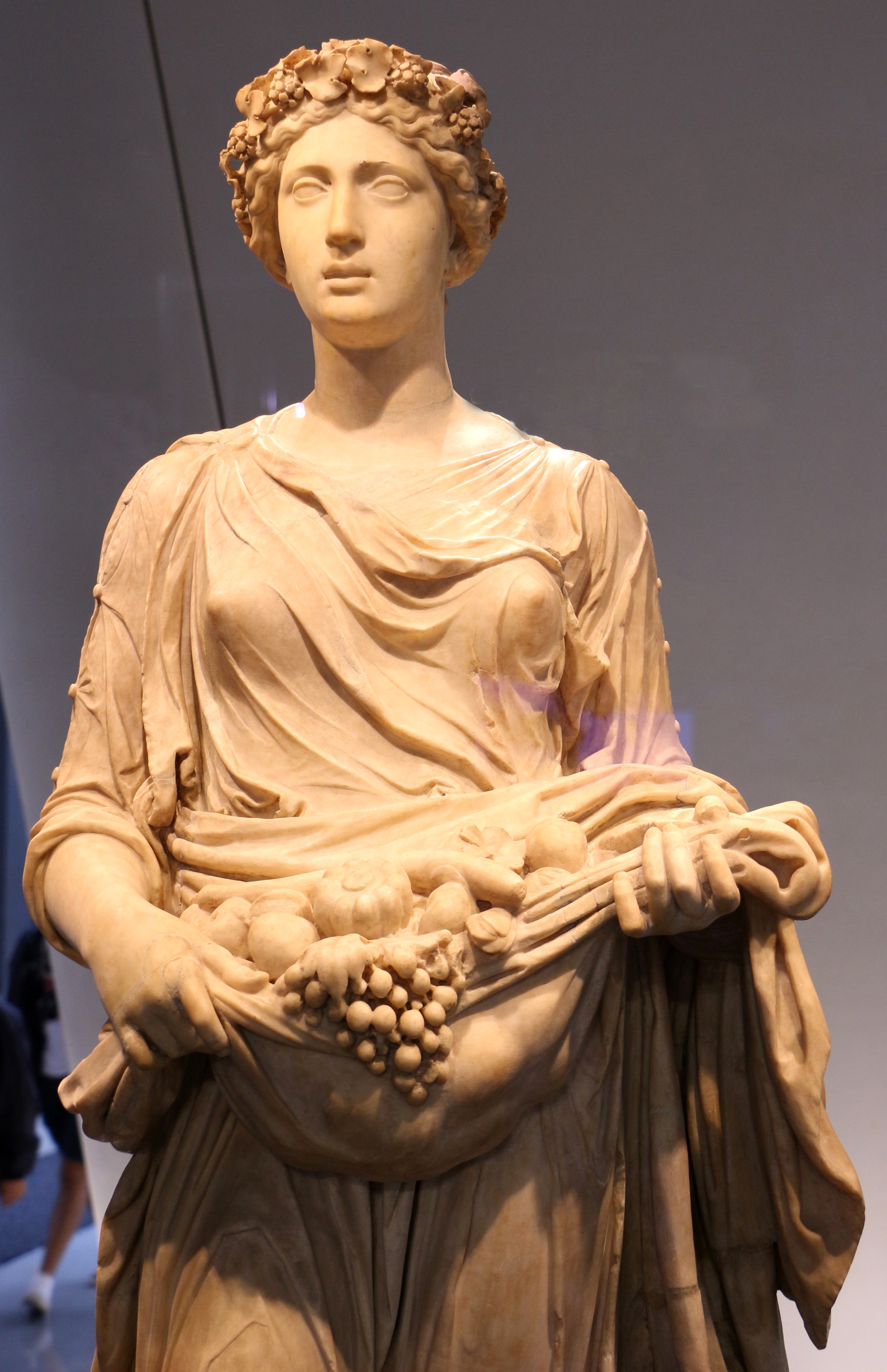
Statue romaine de Carpo (Florence, Galerie des Offices).

Dans la mythologie grecque, Carpo (en grec ancien Καρπώ) est la fille de Zeus et Thémis. Elle est l'une des cinq Heures et correspond à l'Automne. Elle est chargée, avec sa sœur Thalatte, de veiller aux fleurs et aux fruits.
Il semble que son nom soit parfois confondu avec celui de Carpos, également associé aux fruits.
À Athènes, deux Heures (Thallo, l'Heure du printemps, et Carpo, l'Heure de l'automne) apparaissent également dans les rites de l'Attique notés par Pausanias au IIe siècle apr. J.-C.,.